# Melanotaenia trifasciata
Melanotaenia trifasciata är en fiskart som först beskrevs av Hialmar Rendahl 1922.  Melanotaenia trifasciata ingår i släktet Melanotaenia och familjen Melanotaeniidae. Inga underarter finns listade i Catalogue of Life.